# Willem van der Most
Willem van der Most (Schiedam, 30 mei 1874 – Heerde, 15 oktober 1946) was een Nederlands ondernemer. Hij richtte het familiebedrijf Koninklijke Van der Most B.V. in Heerde op, dat enveloppen en  drukwerk produceert. Het bedrijf is een van de toonaangevende bedrijven in grafisch Nederland.
De grondlegger van wat jaren later de grootste enveloppenfabrikant van Nederland zou worden, werd op 30 mei 1874 geboren in Schiedam. Hij begon zijn loopbaan bij drukkerij Roelants in Schiedam. Hij verhuisde in 1895 naar Epe, waar hij als drukker aan het werk ging bij drukkerij Hooiberg.

## Oprichting bedrijf
In september 1904 richtte Willem van der Most  Handelsdrukkerij “Heerde” op. In oktober 1904 vond de overschrijving van Epe naar Heerde plaats. Willem trok bij zijn broer Pieter in, die in Heerde woonde en daar eigenaar was van de Heerder Boekhandel. Willem vestigde zijn drukkerij in het pand naast de winkel van zijn broer op de hoek Eperweg/Hagestraat. 

## Huwelijk
Op 12 juni 1906 trouwde Willem van der Most met Cornelia A.M. Halter. Het tweetal verhuisde naar de Bonenburgerlaan 44, waar het bedrijf werd voortgezet. Het werd in 1910 gekocht nadat het de eerste jaren gehuurd was. Het echtpaar kreeg 3 zonen en 2 dochters. De drie zonen Bertus Willem, Marius Adrianus en Willem gaan in de jaren 30 ook in het bedrijf werken.

## Overlijden
Op 72-jarige leeftijd  overlijdt op 15 oktober 1946 de oprichter van Handelsdrukkerij “Heerde”. Willem van der Most is begraven op de Oude Begraafplaats aan de Meester Nijhoffstraat in Heerde. Na zijn overlijden wordt het bedrijf voortgezet door zijn drie zonen.